# Тюкавін Костянтин Олександрович
Костянтин Олександрович Тюкавін (рос. Константи́н Алекса́ндрович Тюка́вин, нар. 22 червня 2002, Котлас, Росія) — російський футболіст, нападник клубу «Динамо» (Москва) та національної збірної Росії.

## Ігрова кар'єра

### Клубна
Костянтин Тюкавін народився у місті Котлас. Але футболом почав займатися в академії московського «Динамо». У сезоні 2019 року отримав звання кращого футболіста Москви 2002 року народження.
С сезону 2020/21 Тюкавіг почав виступати за другу команду «Динамо». 10 серпня він дебютував у турнірі ПФЛ у матчі проти «Торпедо» з Владимира. 1 листопада 2020 року Костянтин зіграв перший матч в основі в РПЛ. Він вийшов на заміну і заробив пенальті, який призвів до переможного голу у ворота «Тамбова».
Влітку Тюкавін продовжив контракт з «Динамо» ще на три роки.

### Збірна
У листопада 2021 року Костянтин Тюкавін вперше вийшов на поле у складі молодіжної збірної Росії.
4 вересня 2021 року у матчі відбору до чемпіонату світу 2022 року проти команди Кіпру Тюкавін дебютував у національній збірній Росії, вийшовши на заміну на 75 - й хвилині матчу.

## Досягнення
Динамо (М)
 Бронзовий призер Чемпіонату Росії: 2021/22

## Особисте життя
Батько Костянтина Олександр Тюкавін - колишній професійний гравець у хокей з м'ячем. відомий своїми виступами у складі архангельського «Водника» та московського «Динамо».